# Juraj Postek
Juraj Postek, magyarosan: Postek György, névváltozat: Posteik (Kisbiccse, Trencsén megye, 1696. március 19. – Eperjes, 1761. április 11.) Jézus-társasági áldozópap.

## Élete
1715-ben Nagyszombatban bölcseletet tanult. 1717. október 10-én lépett a rendbe; tanította a grammatikát és humaniórákat, öt évig aligazgató volt egy intézetben és 22 évig több helyt a szlovák hitszónoklat terén működött; végül egyházi szolgálatot teljesített.

## Munkái
- Die Wahrheit der chirst-katholischen Religion. Kaschau, 1752.
- Heilmittel gegen Seelenkrankhetien. Uo. 1757.

### Kéziratban
- Speculum politicum Christiani Taciti cum Volumine Concionum Dominicalium.